# FK Srem Srijemska Mitrovica
FK Srem srbijanski je nogometni klub iz Srijemske Mitrovice, Vojvodina. Osnovan je 1919. Bio je neaktivan od 2013. do 2018. Trenutačno se natječe u Gradskoj nogometnoj ligi Srijemske Mitrovice, sedmom nogometnom rangu u Srbiji.

## Povijest
Klub je osnovan kao Građanski 1919. godine. U početku su se natjecali u okviru Nogometnog podsaveza Beograda. Nakon reorganizacije jugoslavenskog nogometnog ligaškog sustava, klub je pristupio Novosadskom nogometnom podsavezu.
Klupske boje 1932. bile su crna i bijela.
Nakon završetka Drugog svjetskog rata, klub je obnovljen i počeo se natjecati kao Srem u Srpskoj ligi Sjever 1946. Stigli su do reformirane jugoslavenske Druge lige 1958. Tijekom sljedećih osam sezona, klub je sudjelovao u skupini Istok, prije nego što je 1966. ispao iz lige. Nakon toga su osvojili Srpsku ligu Sjever 1967. i vratili se u drugu ligu jugoslavenskog nogometa. Klub je proveo jednu sezonu u skupini Istok i jednu u skupini Sjever, prije ispadanja u Vojvođansku ligu 1969. godine.
Godine 1971. klub je osvojio prvo mjesto u Vojvođanskoj ligi i izborio promociju u Drugu jugoslavensku ligu. Oni su, međutim, završili na dnu tablice u sezoni 1971./72. i odmah su izbačeni natrag u treću razinu. Klub je igrao 14 uzastopnih sezona u Vojvođanskoj ligi do 1986.
Nakon raspada Jugoslavije 1992., klub se tri sezone natjecao u Srpskoj ligi Sjever, prije nego što je 1995. dodijeljen novoformiranoj Srpskoj ligi Vojvodina. U trećem nogometnom rangu SR Jugoslavije proveli su još sedam uzastopnih sezona.
U ljeto 2002. godine, nakon ispadanja u četvrtu ligu, klub se fuzionirao sa Zvezdarom i zauzeo mjesto u Drugoj ligi SR Jugoslavije. Ostali su u drugoj ligi sljedećih 10 sezona, prije nego što su 2012. ispali u Srpsku ligu Vojvodina.
Ispadanjem u Vojvođansku ligu Zapad klub je prestao postojati u ljeto 2013. godine. Iako je ždrijeb bio za "Vojvodinu Zapad", klub nije nastupio u prva dva kola (kao domaćin protiv FK Vrbas i kao gost u Prigrevici, protiv bivšeg PIK-a), klub je suspendovan iz natjecanja.
Nakon pet godina pauze, od ljeta 2018. godine, FK Srem se vratio u natjecateljski nogomet, počevši od najnižeg ranga natjecanja, Gradske nogometne lige Srijemska Mitrovica.

## Uspjesi
Srpska liga Sjever (3. rang)
- 1966./67., 1970./71.

Srijemska zona (4. rang)
- 1986./87.